# Lise-Lotte Rebel
Lise-Lotte Gauger Rebel, född Gauger 23 januari 1951 i Lyngby-Tårbæks kommun, är en dansk teolog och biskop i Helsingörs stift från 1995 – 2021. Hon är den första kvinnliga biskopen i Danmark.
Lise-Lotte Rebel är dotter till guldsmeden Preben Hubert Gauger (1927–1967) och kontorsassistenten Jonna Ruth Anna Christiansen (född 1926). Familjen levde under knappa förhållanden då båda föräldrarna var sjukliga. Hon tog studentexamen vis Aurehøj Gymnasium 1970 och gifte sig samma år med nederländaren Coenraad Rebel. Tillsammans fick de två söner.
Efter studentexamen flyttade Rebel till Aarhus för att studera idéhistoria på universitetet. Hon bytte till teologi 1972 och blev särskilt inspirerad av den schweiziska teologen Karl Barth. Vid sidan om studierna arbetade hon bl.a. som bokhållare och läkarsekreterare. Hon tog examen 1978 vid Köpenhamns universitet och blev anställd som präst i Utterslevs kyrka. Hon blev sedan präst i Islevs kyrka (1980–1987) och Helsingörs domkyrka (1987–1995). Hon kandiderade till ämbetet som biskop för Helsingörs stift 1995 och blev vald. Av sex kandidater till ämbetet var hon den enda kvinnan. Hon blev därmed den första kvinnliga biskopen i Danmark. Som biskop har hon bl.a. betonat prästen ska hålla sig till sitt teologiska ämbete istället för att ägna sig åt t.ex. socialt arbete. Hon har också utmärkt sig som motståndare av samkönade äktenskap och har argumenterat för att kyrkoritualer ska vara fria från politiskt inflytande.
Rebel upptogs i Dannebrogsorden 1996 och är riddare av första graden sedan 2001.
Hon gick i pension den 31 januari 2021 och efterträddes av Peter Birch.